# Esmeraldas (stad)
Esmeraldas is een stad en een parochie (parroquia) aan de noordwestkust van Ecuador in het kanton Esmeraldas. Het is de hoofdstad van de provincie Esmeraldas. De stad heeft ongeveer 160.000 inwoners.
De haven van Esmeraldas is van economisch belang, aangezien deze wordt gebruikt voor het naar het buitenland verschepen van landbouwproducten en olie. Olie is de belangrijkste inkomstenbron van het gebied. Een andere bron van inkomsten vormen edelstenen, daar dankt de stad ook haar naam aan. Esmeraldas betekent: smaragden. Ondanks deze inkomstenbronnen behoort de stad tot de armste steden van het land.
De bevolking van Esmeraldas bestaat voornamelijk uit zwarte mensen. Deze zijn er terechtgekomen, doordat zij in een schip met slaven zaten, dat onderweg was naar Guayaquil. Het schip zonk voor de kust van Esmeraldas, maar de slaven konden naar de kust zwemmen en vestigden er zich.

## Geboren
- Carlos Torres Garcés (1951), voetballer en voetbalcoach
- Flavio Perlaza (1952), voetballer
- José Elías de Negri (1954), voetballer
- José Villafuerte (1956), voetballer
- Hermen Benítez (1961), voetballer
- Luis Capurro (1961), voetballer
- Tulio Quinteros (1963), voetballer
- Stony Batioja (1964), voetballer
- Simón Ruiz (1965), voetballer
- Byron Tenorio (1966), voetballer
- Jimmy Blandón (1969), voetballer
- Eduardo Hurtado (1969), voetballer
- Máximo Tenorio (1969), voetballer
- Alberto Montaño (1970), voetballer
- Fricson George (1974), voetballer
- Iván Hurtado (1974), voetballer
- Edwin Tenorio (1976), voetballer
- Neicer Reasco (1977), voetballer
- Jhon Cagua (1979), voetballer
- Carlos Tenorio (1979), voetballer
- Jorge Guagua (1981), voetballer
- Óscar Bagüí (1982), voetballer
- Frickson Erazo (1988), voetballer
- Pervis Estupiñán (1998), voetballer
- Piero Hincapié (2002), voetballer